# Методика Войти
Методика Войти, або Войтатерапія (рефлексна локомоція) — методика  фізичної реабілітації пацієнтів з органічними ураженнями мозку (дитячим церебральним паралічем).

## Історія
У 1954 році чеський лікар Вацлав Войта, який багато років пропрацював в Мюнхенському центрі ДЦП, запропонував основні моделі рефлекторного руху, які пізніше були класифіковані та запропоновано як метод терапії — рефлексна локомоція або, за прізвищем автора, Войтатерапія.

## Принцип
Принципом Войтатерапії є вплив не тільки на рухову сферу, а й на все тіло — на сенсорну, вегетативну і психічну системи. При проведенні терапії спостерігаються зміни частоти пульсу, дихання і кров'яного тиску. Основне завдання методики — стимулювати формування рухових навичок, які відповідно до віку дитини мали б виникнути самостійно, але через ДЦП не виникають. Стимулюючи ключові точки тіла натисканням, терапевт намагається викликати рефлекси повзання, повертання, утримування голови та інші. Їх основні феномени впливають на управління тілом в цілому, його вертикалізацію і можливість рухового розвитку немовлят.
Практичним результатом Войтатерапії є формування правильних рухових навичок. Ефективність терапії визначається за допомогою Войта-діагностики та клінічних даних.

## Методика
Войтатерапія як метод реабілітації дітей з руховими порушеннями може бути реалізований при частому повторенні вправ протягом тривалого часу (3-4 рази на день за 20-30 хвилин протягом не менше одного року), і тому розрахований на інтеграцію батьків у процес реабілітації. Батьки проходять період навчання в Центрі реабілітації під керівництвом фахівця-Войтатерапевта з подальшим проведенням вправ вдома. Войтатерапевт періодично проводить корекцію комплексу вправ під час консультацій або повторних курсів реабілітації в Центрі.
Виконання вправи полягає у фіксації дитини у вихідній позі рефлексу і ручному впливі на ключові зони. Вибір таких зон проводиться індивідуально і залежить від виду рухових порушень і реакцій-відгуків. Вплив на зони стимуляції не повинен викликати надмірного болю. Негативна реакція дитини на вимушене положення, під час проведення терапії, може бути проявом страху або природного протесту, особливо у наймолодших дітей. Негативна реакція дитини не повинна переходити в агресію чи істерику і має бути пересилена методами психологічної корекції — інтенсивним схваленням бажаного руху, відволіканням тощо. Крім того, необхідна попередня психологічна підготовка батьків до проведення терапії та очікуваних результатів.
Перед початком проведення Войтатерапії наймолодшим дітям проводиться Войта-діагностика, їх оглядають невролог і педіатр, а крім того, застосовуються додаткові обстеження за показаннями.
При введенні Войтатерапії як реабілітаційної методики доцільно використовувати її самостійно. Перш за все, це пов'язано з розрахунком адекватної навантаження. Войтатерапія несумісна з електропроцедурами і електростимуляцією м'язів.

## Ефективність
Ефективність Войтатерапії залежить від терміну розпочатого лікування, «зрілості» функціональних систем нервової системи і ступеня та стадії розладів рухової сфери. Лікування за методом Войти дає можливість почати лікування рухових порушень з періоду новонародженості. Найбільша ефективність лікування досягається після попереднього ознайомлення батьків з методикою та їх достатньої психологічної підготовкою при власноручному тривалому безперервному виконанні методики лікування.

## Критика
Метод Войти відносять до альтернативної медицини. Станом на 1981—1986 роки клінічні випробування не змогли продемонструвати клінічний ефект Войтатерапії.